# Yeremi Pino
Yeremi Jesús Pino Santos (Las Palmas, 20 de outubro de 2002) é um futebolista espanhol que atua como ponta. Atualmente joga pelo Villarreal.

## Carreira

### Início
Nascido em Las Palmas, Pino começou sua carreira no Barrio Atlántico, tendo passado pelo AD Huracán e em 2014, para os UD Las Palmas.

### Villarreal
En 22 de junho 2017, depois de recusa uma oferta do Barcelona, Pino assinou contrato com o Villarreal por quatro anos, com multa rescisória de 3 milhões de euros.
Primeiramente, Yeremi foi colocado para atuar no Time C do Villarreal, tendo estreado no dia 24 de agosto de 2019, entrando no segundo tempo no lugar de Fer Niño e fazendo o terceiro gol da vitória de 3–0 sobre o Colon CD, em jogo da Tercera División. Após 4 gols em 20 jogos na temporada pelo Time C, foi promovido ao Time B para disputar a Segunda División B.
Depois de fazer a pré-temporada no time principal comandado por Unai Emery, Pino fez sua estreia professional no dia 22 de outubro de 2020, entrando no lugar de Francis Coquelin na boa vitória de 5–3 sobre o Sivasspor na Liga Europa. Ele fez sua estreia na La Liga três dias depois, no empate de 0–0 com o Cádiz CF. Yeremi fez seu primeiro gol profissional em 29 de outubro de 2020, o último da vitória de 3–1 sobre o Qarabağ na Liga Europa de 2020–21. Em 12 de novembro, renovou seu contato com o Villareal até 2024.
Em 26 de maio de 2021, ao atuar na final da Liga Europa, tornou-se o jogador mais jovem a começar atuando em uma final de competição  continental europeia, com 18 anos e 218 dias, quebrando o recorde de Iker Casillas na 2000 UEFA Champions League Final, com 19 anos e 4 dias. Também se tornou o mais jovem ganhar a competição, superando Robin van Persie na  Copa da UEFA de 2001–02 (antigo nome da Liga Europa).

## Seleção espanhola

### Sub-17 e Sub-18
Yeremi representou a Espanha no Sub-17, sendo uma dos convocados para disputar Copa do MundoSub-17 de 2019 mas foi cortado por uma lesão ocular e no Sub-18, convicado para o Torneio Internacional de Algarve.

### Principal
Durante o isolamento do time principal pelo fato de Sergio Busquets testar positivo para COVID-19, jogadores da Espanha Sub-21 foram chamados para o contra a Lituânia em 8 de junho de 2021. Sua primeira convocação de fato foi em 30 de setembro de 2021, quando foi convocado por Luís Enrique para disputar a Liga das Nações de 2020–21, cuja Espanha chegou às finais da competição, mas foi derrotada pela França por 2–1. Sua estreia foi em 6 de outubro de 2021, na heroica vitória de 2–1 sobre a Itália, na semifinal da Liga das Nações.
Figurou na lista de 26 convocados à Copa do Mundo de 2022 em 12 de novembro pelo técnico Luis Enrique.

## Estatísticas
Atualizadas até dia 13 de outubro de 2021.
| Equipe            | Temporada         | Campeonato nacional | Campeonato nacional | Campeonato nacional | Copa nacional | Copa nacional | Copa nacional | Competições continentais | Competições continentais | Competições continentais | Outros torneios | Outros torneios | Outros torneios | Total | Total | Total   |
| Equipe            | Temporada         | Jogos               | Goals               | Assist.             | Jogos         | Goals         | Assist.       | Jogos                    | Gols                     | Assist.                  | Jogos           | Gols            | Assist.         | Jogos | Gols  | Assist. |
| ----------------- | ----------------- | ------------------- | ------------------- | ------------------- | ------------- | ------------- | ------------- | ------------------------ | ------------------------ | ------------------------ | --------------- | --------------- | --------------- | ----- | ----- | ------- |
| Villarreal        | 2020–21           | 24                  | 3                   | 1                   | 4             | 3             | 0             | 9                        | 1                        | 0                        | —               | —               | —               | 37    | 7     | 1       |
| Villarreal        | 2021–22           | 25                  | 6                   | 4                   | 1             | 0             | 0             | 6                        | 1                        | 0                        | 1               | 0               | 0               | 33    | 7     | 4       |
| Villarreal        | Total             | 49                  | 9                   | 5                   | 5             | 3             | 0             | 15                       | 2                        | 0                        | 1               | 0               | 0               | 70    | 14    | 5       |
| Total na carreira | Total na carreira | 49                  | 9                   | 5                   | 5             | 3             | 0             | 15                       | 2                        | 0                        | 1               | 0               | 0               | 70    | 14    | 5       |

- a. ^ Jogos da Copa da Espanha
- b. ^ Jogos da Liga Europa da UEFA e Liga dos Campeões da UEFA
- c. ^ Jogos da Supercopa da UEFA

### Seleção
| Espanha | Espanha | Espanha |
| Ano     | Jogos   | Gols    |
| ------- | ------- | ------- |
| 2021    | 2       | 0       |
| 2022    | 5       | 1       |
| 2023    | 5       | 1       |
| 2024    | 2       | 1       |
| 2025    | 1       | 0       |
| Total   | 15      | 3       |

## Títulos
Villarreal
- Liga Europa da UEFA: 2020–21[carece de fontes?]

Seleção Espanhola
- Liga das Nações da UEFA: 2022–23[19]